# Поленица
По̀леница е село в Югозападна България. То се намира в община Сандански, област Благоевград.

## География
Село Поленица се намира в планински район - в подножието на Пирин. Отстои на 159 km от София, на 66 km от Благоевград и е само на 2 km от Сандански.

## История
В „Етнография на вилаетите Адрианопол, Монастир и Салоника“, издадена в Константинопол в 1878 година и отразяваща статистиката на населението от 1873 година, Полница (Polnitsa) е посочено като село с 59 домакинства и 100 жители мюсюлмани и 70 българи.
В 1891 година Георги Стрезов пише за селото:
| „ | Поленица, село твърде близко до св. Врач, по-малко от четвърт час. Разположено е на полите и на плоския връх на един хълм. Поминъкът на селянете е същият, както в св. Врач. Сеят между другото и арпаджик. Турците имат малко лозя. Църква гръцка. 100 къщи, 55 турци и 45 българе. | “ |

Към 1900 година според статистиката на Васил Кънчов („Македония. Етнография и статистика“) населението на Поляница е 400 души, от които 200 българи-християни и 200 турци.

## Население

### Етнически състав
Преброяване на населението през 2011 г.
Численост и дял на етническите групи според преброяването на населението през 2011 г.:
|                     | Численост |
| Общо                | 1220      |
| Българи             | 1095      |
| Турци               | -         |
| Цигани              | -         |
| Други               | 6         |
| Не се самоопределят | 3         |
| Неотговорили        | 113       |

## Редовни събития
На 20 юли, по случай Илинден се чества събор.